# Phoenix Film Critics Society Awards 2017
18. ročník předávání cen Phoenix Film Critics Society Awards se konal dne 19. prosince 2017. Nominace byly oznámeny dne 12. prosince 2017.

## Vítězové a nominovaní

### Nejlepší film
Tvář vody
- Lady Bird
- Uteč
- Tři billboardy kousek za Ebbingem
- Pěkně blbě
- Dunkerk
- Mudbound
- Wind River
- Blade Runner 2049
- Já, Tonya

### Nejlepší režisér
Guillermo del Toro – Tvář vody
- Greta Gerwig – Lady Bird
- Jordan Peele – Uteč
- Martin McDonagh – Tři billboardy kousek za Ebbingem
- Christopher Nolan – Dunkerk

### Nejlepší adaptovaný scénář
Scott Neustadter a Michael H. Weber – The Disaster Artist: Úžasný propadák
- Aaron Sorkin – Velká hra
- Virgil Williams a Dee Rees – Mudbound
- James Ivory – Dej mi své jméno
- Hampton Fancher a Michael Green – Blade Runner 2049

### Nejlepší původní scénář
Martin McDonagh – Tři billboardy kousek za Ebbingem
- Emily V. Gordon a Kumail Nanjiani – Pěkně blbě
- Greta Gerwig – Lady Bird
- Jordan Peele – Uteč
- Guillermo del Toro a Vanessa Taylor – Tvář vody

### Nejlepší herec v hlavní roli
Gary Oldman – Nejtemnější hodina
- James Franco – The Disaster Artist: Úžasný propadák
- Daniel Kaluuya – Uteč
- Jake Gyllenhaal – Silnější
- James McAvoy – Rozpolcený

### Nejlepší herečka v hlavní roli
Frances McDormandová – Tři billboardy kousek za Ebbingem
- Sally Hawkins – Tvář vody
- Jessica Chastainová – Velká hra
- Saoirse Ronan – Lady Bird
- Margot Robbie – Já, Tonya

### Nejlepší herec ve vedlejší roli
Sam Rockwell – Tři billboardy kousek za Ebbingem
- Willem Dafoe – The Florida Project
- Richard Jenkins – Tvář vody
- Michael Shannon – Tvář vody
- Patrick Stewart – Logan: Wolverine

### Nejlepší herečka ve vedlejší roli
Allison Janney – Já, Tonya
- Laurie Metcalf – Lady Bird
- Holly Hunter – Pěkně blbě
- Octavia Spencer – Tvář vody
- Tatiana Maslany – Silnější

### Nejlepší dokument
Město duchů
- Jane
- Bombshell: The Hedy Lamarr Story
- Jim & Andy: The Great Beyond
- Step

### Nejlepší cizojazyčný film
First They Killed My Father
- Mugen no džúnin
- Čtverec
- Odnikud
- Thelma

### Nejlepší animovaný film
Coco
- Živitel
- Já, padouch 3
- LEGO Batman film
- S láskou Vincent

### Nejlepší kamera
Roger Deakins – Blade Runner 2049 
- Hoyte van Hoytema – Dunkerk
- Dan Laustsen – Tvář vody
- Bruno Delbonnel – Nejtemnější hodina
- Tobias A. Schliessler – Kráska a zvíře

### Nejlepší střih
Lee Smith – Dunkerk
- Jonathan Amos – Baby Driver
- Sidney Wolinsky – Tvář vody
- Joe Walker – Blade Runner 2049
- Michael Kahn a Sarah Broshar – Akta Pentagon: Skrytá válka

### Nejlepší kostýmy
Jacqueline Durran – Kráska a zvíře
- Renée April – Blade Runner 2049
- Alexandra Byrne – Vražda v Orient expresu
- Luis Sequeira – Tvář vody
- Lindy Hemming – Wonder Woman

### Nejlepší vizuální efekty
Válka o planetu opic
- Tvář vody
- Wonder Woman
- Dunkerk
- Blade Runner 2049

### Nejlepší výprava
Paul D. Austerberry – Tvář vody
- Sarah Greenwood – Kráska a zvíře
- Dennis Gassner – Blade Runner 2049
- Nathan Crowley – Dunkerk
- Jim Clay – Vražda v Orient expresu

### Nejlepší skladatel
Alexandre Desplat – Tvář vody
- Benjamin Wallfisch a Hans Zimmer – Blade Runner 2049
- Hans Zimmer – Dunkerk
- Patrick Doyle – Vražda v Orient expresu
- Dario Marianelli – Nejtemnější hodina

### Nejlepší filmová píseň
„Remember Me “ – Coco
- „Mystery of Love“ – Dej mi své jméno
- „Evermore“ – Kráska a zvíře
- „Mighty River“ – Mudbound
- „Hold the Light“ – Hrdinové ohně

### Nejlepší obsazení
Tři billboardy kousek za Ebbingem
- Dunkerk
- Mudbound
- Akta Pentagon: Skrytá válka
- Tvář vody

### Nejlepší mladý herec/mladá herečka
Mckenna Grace – Velký dar
- Jacob Tremblay – (Ne)obyčejný kluk
- Dafne Keen – Logan: Wolverine
- Brooklynn Prince – The Florida Project
- Millicent Simmonds – Okouzlení

### Objev roku
Mckenna Grace – Velký dar
- Timothée Chalamet – Dej mi své jméno
- Tiffany Haddish – Girls Trip
- Dafne Keen – Logan: Wolverine
- Brooklynn Prince – The Florida Project

### Nejvíce přehlížený film
Velký dar
- Přicházejí v noci
- Loganovi parťáci
- Marshall
- Wind River